# Medal of Honor: Airborne
 (avril 2020).
Si vous disposez d'ouvrages ou d'articles de référence ou si vous connaissez des sites web de qualité traitant du thème abordé ici, merci de compléter l'article en donnant les références utiles à sa vérifiabilité et en les liant à la section « Notes et références ».
Medal of Honor: Airborne est un jeu vidéo développé par EA Los Angeles et édité par Electronic Arts. Il s’agit d’un jeu de tir à la première personne sorti en septembre 2007 sur PlayStation 3, Xbox 360 et Windows. Il fait partie de la série Medal of Honor.

## Campagne solo
Le soldat Boyd Travers, après avoir effectué un entraînement de parachutage, sera intégré à la 82e division aéroportée et participera dans un premier temps à l'opération Husky : Travers est parachuté dans un village sicilien du nom de Adanti et détruira 4 canons de Flak pour permettre le parachutage de renforts afin de mener une contre-offensive sur les forces de l'Axe qui se sont retranchées.
Après cette première mission dans la 82e aéroportée, Travers sautera à travers la péninsule Italienne afin d'aider les 5e armée US lors de l'opération Avalanche. La 82e devra couper les lignes de ravitaillement et de communication ennemies. Ceci fait, Travers aidera les troupes du Général Clark en détruisant une batterie de canons Flak 88 qui faisait feu sur les soldats qui débarquaient sur la plage.
Le Jour J, Travers sautera derrière la plage d'Utah Beach dans le cadre de l'opération Neptune, il devra détruire une antenne radar ainsi qu'une tour de guet allemande, avant d'aller dans les tranchées se trouvant derrière les bunkers qui tirent sur la plage, il faudra alors nettoyer les bunkers de tous les ennemis aux alentours. Une fois cela fait, Travers éliminera les ennemis se trouvant dans les bunkers.
Lors de l'opération Market Garden, la 82e sautera sur la ville de Nimègue et la sécurisera en éliminant un Char Tigre qui patrouillait dans la zone, ainsi que plusieurs nids de mitrailleuses. Cela fait, Travers se rendra sur le pont de Nimègue et éliminera des soldats de la Panzergrenadier empêchant le passage des chars US Sherman et ouvrira la Route de l'Enfer. Travers rejoindra ensuite la 17e Airborne.
Dans le cadre de l'opération Varsity, la 17e sautera dans un complexe industriel de la Région de la Ruhr, en Allemagne, et détruira une usine de montage de Panzer, une usine de munitions, et quelques chars déjà prêts. Après quoi, des renforts ennemis arriveront en train avec des MG42. Travers devra alors détruire le train et éliminer les renforts ennemis.
La guerre est presque finie, mais une dernière mission attend Travers et ses camarades. La 17e a pour ordre final de sauter sur une tour de Flak qui a résisté à des bombardements, et de réduire en miettes ce qu'il en reste. Cette mission est l'ultime mise à l'épreuve de Travers, qui sera aidé par d'anciens camarades des opérations Husky et Avalanche.

## Système de jeu
La principale innovation du titre réside dans l'ajout du saut en parachute : au début de chaque niveau, le joueur effectue un saut et peut librement choisir son lieu d'atterrissage. À chaque fois, deux zones marquées par des fumigènes verts lui indiquent les zones sécurisées, idéales pour se poser en toute sécurité. Il peut néanmoins opter pour une arrivée plus périlleuse en se posant dans un secteur truffé d'ennemis, ou encore chercher les zones d'atterrissage secrètes.